# Conor Morrison
Conor Morrison (né le 24 février 1989 à London dans la province de l'Ontario au Canada) est un joueur professionnel canadien et allemand de hockey sur glace. Il évolue au poste de centre.

## Biographie
En 2007, il évoluait dans la LHCB avec les Silverbacks de Salmon Arm, il rejoint les rangs universitaires américains en 2009 en s'alignant pour le Crimson de l'Université Harvard. Il devient professionnel en 2013 avec les Augsburger Panther dans la DEL.

## Statistiques

### En club
| Saison    | Équipe                    | Ligue |    | Saison régulière | Saison régulière | Saison régulière | Saison régulière | Saison régulière |   | Séries éliminatoires | Séries éliminatoires | Séries éliminatoires | Séries éliminatoires | Séries éliminatoires |
| Saison    | Équipe                    | Ligue | PJ | B                | A                | Pts              | Pun              | PJ               | B | A                    | Pts                  | Pun                  |                      |                      |
| 2007-2008 | Silverbacks de Salmon Arm | LHCB  | 54 | 12               | 14               | 26               | 31               | -                | - | -                    | -                    | -                    |                      |                      |
| 2008-2009 | Silverbacks de Salmon Arm | LHCB  | 50 | 39               | 45               | 84               | 12               | -                | - | -                    | -                    | -                    |                      |                      |
| 2009-2010 | Université Harvard        | ECAC  | 33 | 10               | 8                | 18               | 4                | -                | - | -                    | -                    | -                    |                      |                      |
| 2010-2011 | Université Harvard        | ECAC  | 33 | 5                | 14               | 19               | 2                | -                | - | -                    | -                    | -                    |                      |                      |
| 2011-2012 | Université Harvard        | ECAC  | 7  | 1                | 3                | 4                | 2                | -                | - | -                    | -                    | -                    |                      |                      |
| 2012-2013 | Université Harvard        | ECAC  | 29 | 2                | 2                | 4                | 14               | -                | - | -                    | -                    | -                    |                      |                      |
| 2013-2014 | Augsburger Panther        | DEL   | 50 | 0                | 5                | 5                | 10               | -                | - | -                    | -                    | -                    |                      |                      |
| 2014-2015 | Kassel Huskies            | DEL2  | 52 | 8                | 14               | 22               | 8                | 5                | 1 | 2                    | 3                    | 0                    |                      |                      |
| 2015-2016 | Heilbronner Falken        | DEL2  | 33 | 1                | 7                | 8                | 6                | 12               | 0 | 3                    | 3                    | 6                    |                      |                      |

### En équipe nationale
| Année | Équipe        | Compétition                 |   | PJ | B | A | Pts | Pun      |  | Résultat |
| 2009  | Allemagne U20 | Championnat du monde junior | 6 | 1  | 2 | 3 | 2   | 9e place |  |          |